# Art-Punk

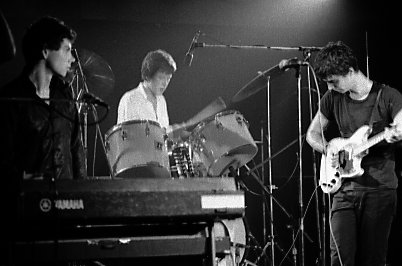
Die Talking Heads, 1978

Art-Punk oder „Experimental-Punk“ bezeichnet eine Spielrichtung des Proto-Punk, Punkrock und Post-Punk mit einer Philosophie, die sich zum Teil deutlich besonders vom Großteil der britischen Punk-Bewegung abhob. Gebraucht wurde der Begriff für Bands wie Television oder die Patti Smith Group, die Punk in erster Linie als Kunstform verstanden. Die Mitglieder der Gruppen kamen zumeist von Kunsthochschulen und waren und sind auch jenseits der musikalischen Aktivitäten häufig als Künstler und Lyriker aktiv. Hauptinspiration für die meisten frühen Art-Punk-Gruppen waren The Velvet Underground, die von einigen sogar als die allererste Art-Punk-Band angesehen wird. Als weitere Vorgänger des Art-Punk gelten zudem Rocket from the Tombs sowie die Modern Lovers.
Musikalisch ist Art-Punk zwar rau und oftmals aggressiv, jedoch auch äußerst experimentell und lyrisch, manchmal werden Versatzstücke des Blues, Jazz oder Folk und Singer/Songwriter-Elemente verwendet. Formen des Art-Punks, die eher die Performance betonen, werden auch manchmal „Punk Cabaret“ genannt.
Neben Patti Smith sind vor allem R.E.M. als Gruppe zu nennen, die ihre Wurzeln ursprünglich im Art-Punk hatte.
In den 1980er Jahren wurde der Begriff „Art-Punk“ jedoch zunehmend seltener benutzt und entsprechende Bands wurden eher als Post-Punk kategorisiert, wobei der Einfluss des ursprünglichen Art-Punks auf z. B. die No-Wave-Bewegung, Post-Punk, Post-Hardcore, Indie-Pop und Gothic Rock jedoch enorm war. Auch der Anarcho-Punk war in seinen Anfangstagen bei der Band Crass stark mit der Art-Punk-Szene verwoben.
Seit dem Erfolg moderner Art-Punk Gruppen wie den The Dresden Dolls, Yeah Yeah Yeahs und Art Brut wird der Begriff jedoch auch von Mainstream-Medien wieder häufiger aufgegriffen und die Szene, die bisher eher als Randerscheinung galt, erhält wieder vermehrt Aufmerksamkeit.
Weitere bekannte Vertreter dieser Musikrichtung sind: 

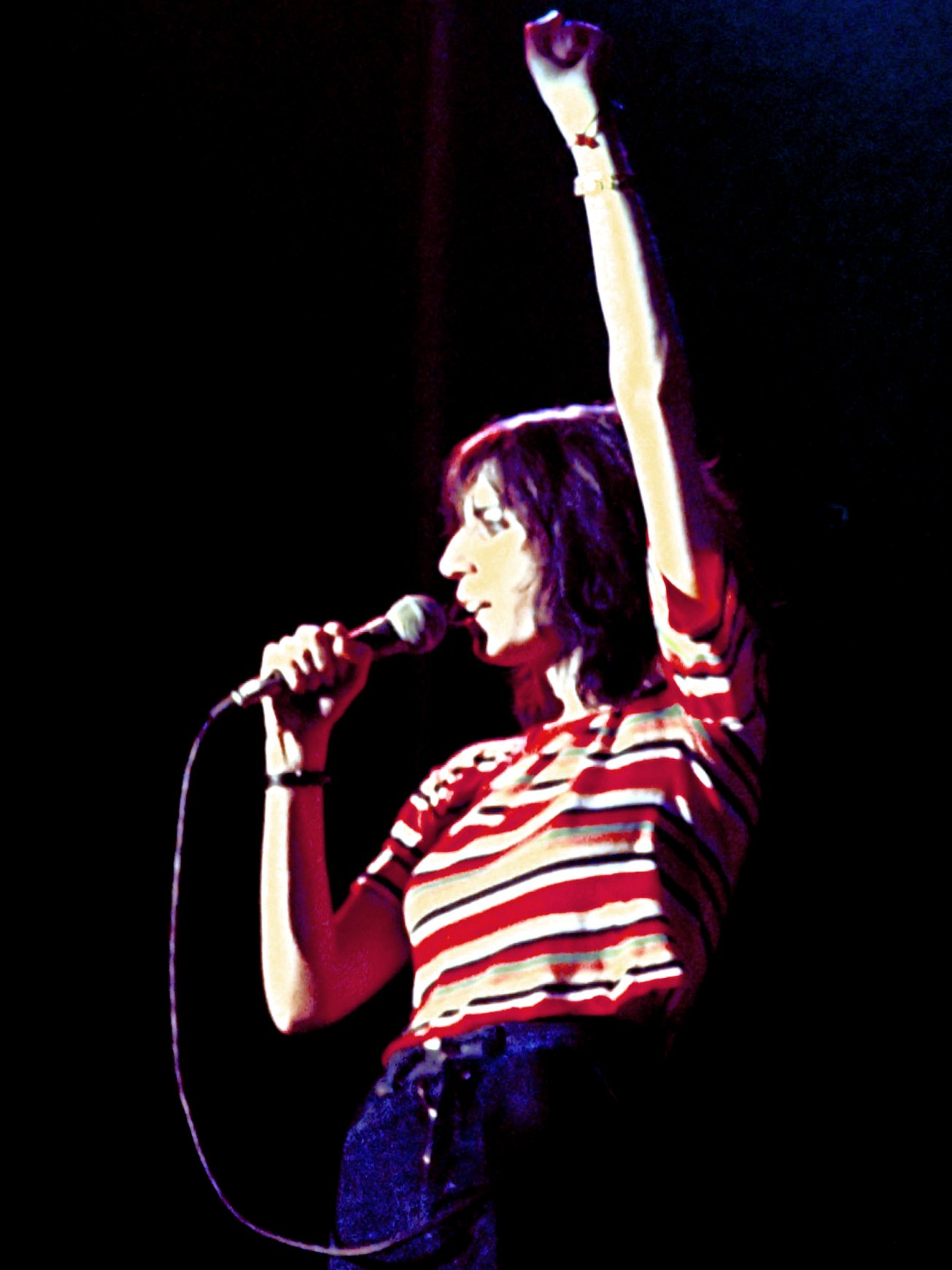
Patti Smith, 1976

- A Certain Ratio
- Alternative TV
- Angst
- Bitch and Animal
- Butthole Surfers[2]
- Cocteau Twins
- Crass
- The Ex
- The Fall
- Flipper
- Fugazi
- Gang of Four
- Les Savy Fav
- Magazine
- Mission of Burma
- Naked Raygun
- Pere Ubu
- PJ Harvey
- Public Image Ltd.
- Pixies
- The Raincoats
- Richard Hell and the Voidoids
- The Slits
- Sonic Youth
- Talking Heads
- The Mars Volta
- Wipers[3]
- Wire